# Touch Me (album Samantha Fox)
Touch Me è il primo album della cantante britannica Samantha Fox, pubblicato nel 1986.

## Il disco
Prevalentemente dance pop, il disco presenta delle assonanze rock associate a testi decisamente sensuali: il tutto per sfruttare a pieno l'immagine della maggiorata ventenne. L'LP inoltre contiene un poster di dimensioni quadrate di circa mezzo metro per lato, raffigurante la copertina del disco. Dall'album sono estratti 4 singoli che, nell'ordine, sono: Touch Me (I Want Your Body) (che porta quasi il titolo dall'album), Do Ya Do Ya (Wanna Please Me), Hold On Tight e I'm All You Need.

## Tracce
Lato A
1. "Touch Me (I Want Your Body)" [3:44] (John Astrop, Mark Shreeve, Pete Q. Harris)
2. "I'm All You Need" [4:25] (Jon Astrop, Karen Moline)
3. "Suzie, Don't Leave Me with Your Boyfriend" [3:54] (Jon Astrop)
4. "Wild Kinda Love" [3:33] (Mark Shreeve, Oscar Van Geldern)
5. "Hold On Tight" [3:36] (John David)

Lato B
1. "Do Ya Do Ya (Wanna Please Me)" [3:48] (Graham Richardson, Michael Bissell)
2. "Baby I'm Lost for Words" [3:48] (Edwin Howell)
3. "It's Only Love" [3:20] (Maurice Ruiz, Michael J. Mullins)
4. "He's Got Sex" [3:50] (Dig Wayne, Sean McLusky)
5. "Drop Me a Line" [3:47] (Michael J. Mullins)

## Classifiche
| Classifica (1986) | Posizione massima |
| ----------------- | ----------------- |
| Austria           | 12                |
| Canada            | 7                 |
| Finlandia         | 1                 |
| Germania          | 9                 |
| Norvegia          | 3                 |
| Nuova Zelanda     | 46                |
| Paesi Bassi       | 67                |
| Regno Unito       | 17                |
| Svezia            | 5                 |
| Svizzera          | 4                 |